# エリナ (企業)
株式会社エリナは、主に財布を主体とした革製品の製造業を営む日本の企業である。東京都葛飾区に所在する。

## 概要
1974年8月1日に丸山学により有限会社エリナ設立。2002年8月1日株式会社エリナに組織変更。当初はOEM主体で、ソニア・リキエル、イッセイミヤケといったブランドのライセンス品を受注した。2002年には自社ブランド「ASUMEDERU」を立ち上げた。名称のアスメデルは「（摘まれても摘まれても）明日また芽が出る（だからどんどん挑戦していこう）」という想いで、植物の明日葉に由来、欧州をはじめ、日本の良い素材など、大手メーカーには選ばれないような面白い素材も用いて国内で生産する。2011年に葛飾ブランド「葛飾町工場物語」認定品として、葛飾区長と東京商工会議所葛飾支部会長から認定された。2014年には沖縄の知花花織を使ったオリジナル商品を現地企業と共同開発した。

## 製品
- 財布（長財布）
- 財布（二つ折）
- 小銭入
- 名刺入、定期入、カード入
- キーケース
- ステーショナリー